# Hillia saldanhaei
Hillia saldanhaei är en måreväxtart som beskrevs av Karl Moritz Schumann. Hillia saldanhaei ingår i släktet Hillia och familjen måreväxter. Inga underarter finns listade i Catalogue of Life.